# Burgen, Bernkastel-Wittlich
Burgen là một đô thị ở huyện Bernkastel-Wittlich trong bang Rheinland-Pfalz, phía tây nước Đức. Đô thị Burgen, Bernkastel-Wittlich có diện tích 7,78 km², dân số thời điểm ngày 31 tháng 12 năm 2006 là 591 người.